# بيريت بلوخ
بيريت بلوخ (بالإنجليزية: Pierrette Bloch)‏ (و. 16 يونيو 1928 - 7 يوليو 2017) كانت فنانة، ورسامة،  سويسرية من مواليد باريس.